# Bratiška
Bratiška (Братишка) è un film del 1927 diretto da Grigorij Michajlovič Kozincev e Leonid Zacharovič Trauberg.